# Máda
Máda (románul: Mada) falu Romániában, Erdélyben, Hunyad megyében.

## Fekvése
Az Erdélyi-érchegységben, Algyógytól tíz kilométerre északnyugatra fekszik.

## Története
Először 1407-ben, Mada néven szerepelt, Al-Diód vár tartozékaként. Az algyógyi uradalom román falva volt. Gazdaságában a szarvasmarhatartáson kívül a cseresznye-, alma- és szilvatermesztés és a méhészkedés játszott szerepet. (Helyben alakult ki a mádai kormos alma nevű almafajta.) Lakóit a környék lakói szajkóknak (găiți) csúfolták, mert a sok gyümölcsfa vonzotta ezeket a madarakat.

## Népessége
- 1900-ban 1270 lakosából 1266 volt ortodox vallású román.
- 2002-ben Stăuini településsel együtt 161 román lakosa volt, közülük 153 ortodox és 8 pünkösdista vallású.

## Látnivalók
- A tíz hektáron elterülő Mádai-szoros (Cheile Madei vagy Măzii) egy karsztos hasadék, amelyet a Gyógyi-patak egyik ága vájt ki magának. Nyáron, alacsony vízállásnál a patakban gázolva kb. háromnegyed óra alatt lehet bejárni. A vízszint felett kb. száz méterrel, a szorost keletről határoló sziklafalban nyílik a Peștera Zidită barlang, amelyet a 17. században a portyázó csapatok elől idemenekülő környékbeliek kőfallal és lőrésekkel tettek védhetővé. Az 545 méter járathosszúságú barlangot cseppkövek ékesítik.